# Кряжлы
Кряжлы — село в Северном районе Оренбургской области, административный центр. Кряжлинского сельсовета.

## География
Находится на расстоянии примерно 39 километров по прямой на восток от районного центра села Северного.

## История
Село основано в 1830-е годы переселенцами из различных деревень Керенского уезда Пензенской губернии. Название села Кряжлы дано по местным кряжистым деревьям в лесах.  Какое-то время называлось также  Аитово по имени одного из первопоселенцев. В 1859 году село состояло из 98 дворов, с населением 800 человек. В селе имелась одна мечеть. 

## Население
Население составляло 579 человек в 2002 году (татары 99%), 423 по переписи 2010 года.